# Andrea Hirata
Andrea Hirata né le 24 octobre 1967 à Belitung (Îles Bangka Belitung), est un écrivain et journaliste indonésien.

## Biographie
Hirata est né à Gantung, Belitung. Alors qu'il était jeune, ses parents ont changé son nom sept fois. Ils ont finalement opté pour le nom Andrea, tandis que le nom Hirata a été donné par sa mère. Il a grandi dans une famille pauvre non loin d'une mine appartenant au gouvernement.
Hirata a commencé ses études supérieures avec un diplôme en économie de l'Université d'Indonésie. Après avoir reçu une bourse de l'Union européenne, il a fait sa maîtrise en Europe, d'abord à l'Université de Paris puis à la l'Université de Sheffield Hallam en Grande-Bretagne; sa thèse portait sur les télécommunications et l'économie.
Hirata a sorti Laskar Pelangi (Troupes arc-en-ciel) en 2005. Le roman a été écrit sur une période de six mois et était basé sur ses expériences d'enfance à Belitung; il l'a décrit plus tard comme « une ironie sur le manque d'accès à l'éducation pour les enfants dans l'une des îles les plus riches du monde ». Le roman s'est vendu à cinq millions d'exemplaires, les éditions piratées se vendant à 15 millions de plus. Il a également engendré trois suites: Sang Pemimpi (Le rêveur), Edensor et Maryamah Karpov.
Laskar Pelangi a été adapté en film du même nom en 2008 par les réalisateurs Riri Riza et Mira Lesmana ; le film est devenu le film indonésien le plus regardé de tous les temps, étant vu par 5 millions de téléspectateurs lors de sa sortie en salles. Il a également travaillé pour la société de télécommunications Telkom Indonesia, qu'il a finalement quittée pour se concentrer sur l'écriture. En 2010, les droits internationaux de la tétralogie Laskar Pelangi ont été achetés par l'agent américain Amer & Asia; les droits ont ensuite été acquis par Kathleen Anderson Literary Management. Par la suite, Hirata a ouvert une bibliothèque dans sa ville natale.
En 2010, il passait les week-ends à Belitung et les jours de semaine à Java. Il a ensuite publié sa première nouvelle en anglais, Dry Season, dans Washington Square Review. Cette même année, il a passé trois mois à participer à un atelier d'écrivain à l'Université de l'Iowa.
En 2011, le réseau de télévision SCTV a annoncé une adaptation en série de 15 épisodes de Laskar Pelangi; Hirata avait précédemment déclaré qu'il ne permettrait pas une telle adaptation, mais a ensuite cédé car il estimait que le réseau pouvait garantir la qualité. En 2012, la traduction anglaise de Laskar Pelangi avait été récupérée par FSG, Penguin Books et Random House pour être vendue dans vingt pays ; Hirata a été le premier écrivain indonésien à être publié avec FSG. Cette année-là, il a été conférencier au Byron Bay Writers Festival.

## Œuvre
- Les Guerriers de l'arc-en-ciel  (trad. Marie-Pierre Bay), Gallimard, 13 mai 2014, 336 p. (ISBN 978-2-71-523450-5)
- Sang Pemimpi, 2006 (Le rêveur)
- Edensor (2007)
- Maryamah Karpov, 2008
- Padang Bulan & Cinta di Dalam Gelas, 2010 (Champs de lune et amour dans un verre)
- Sebelas Patriot, 2011 (Onze Patriotes)
- Ayah, 2015 (Père)
- Sirkus Pohon, 2017 (Cirque des arbres)
- Orang-Orang Biasa, 2019 (Des gens ordinaires)
- Guru Aini 2020 (Professeur d'Aïni)
- Brianna dan Bottomwise, 2023 (Brianna et Bottomwise)